# إيفان إبراهام
إيفان إبراهام (بالإنجليزية: Evan Abraham)‏ (1 يناير 1899 بسوانزي في المملكة المتحدة - ) هو مدرب كرة قدم ولاعب كرة قدم بريطاني (وحمل سابقاً جنسية المملكة المتحدة لبريطانيا العظمى وأيرلندا) في مركز الهجوم. لعب مع نادي والسول وMerthyr Town F.C. ‏.